# Sydöstra USA

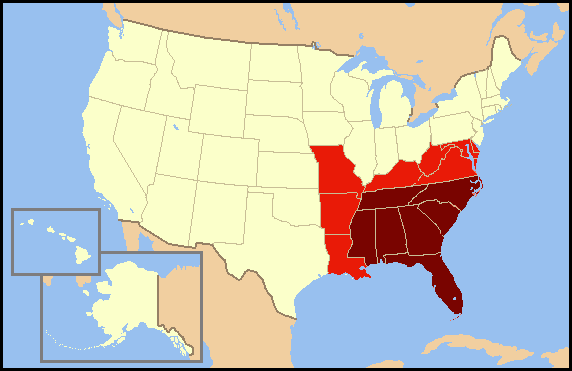
Delstater i mörkröd färg på kartan räknas nästan alltid som sydöstra USA. Delstater i ljusröd färg bara ibland.

Sydöstra USA (engelska: Southeastern United States) är den östra delen av södra USA, och den södra delen av östra USA.
United States Census Bureau har ingen officiell definition. Men  Association of American Geographers definierar området som delstaterna Alabama, Florida, Georgia, Kentucky, Mississippi, North Carolina, South Carolina, Tennessee, Virginia och West Virginia.

### Fotnoter
1. ↑  Association of American Geographers Arkiverad 1 januari 2015 hämtat från the Wayback Machine.